# Metin Orgarun
Metin Orgarun (ur. 1 sierpnia 1960 w Bandırma, zm. 30 grudnia 2020 w Izmirze) – turecki judoka. Olimpijczyk z Los Angeles 1984, gdzie zajął osiemnaste miejsce wadze półciężkiej.
Uczestnik mistrzostw Europy w 1986 i 1987 roku.

## Letnie Igrzyska Olimpijskie 1984
| Konkurencja | Eliminacje                 | Klas. końcowa |
| Konkurencja | Przeciwnik I               | Miejsce       |
| ----------- | -------------------------- | ------------- |
| 95 kg       | Nicholas Kokotaylo (GBR) P | 18.           |